# Amakusanthura geminsula
Amakusanthura geminsula är en kräftdjursart som först beskrevs av Brian Frederick Kensley 1982.  Amakusanthura geminsula ingår i släktet Amakusanthura och familjen Anthuridae. Inga underarter finns listade i Catalogue of Life.